# Billy Collins, Jr.
Pour les articles homonymes, voir Collins.
Ne doit pas être confondu avec le poète américain Billy Collins.
William « Billy » Ray Collins, Jr., né le 21 septembre 1961 à Nashville et mort le 6 mars 1984 à Antioch, est un boxeur professionnel poids welters américain d'origine irlandaise.

## Biographie
Billy Collins, Jr. est lui-même fils de boxeur professionnel, Billy Collins, Sr., qui est également son entraîneur. Il participe à quinze combats notamment contre Harold Brazier ou encore Bruce Strauss et était considéré comme l'un des grands espoirs de sa catégorie.
Sa carrière a pris fin en 1983 après le match contre le boxeur portoricain Luis Resto au Madison Square Garden qui lui laisse de lourdes séquelles. Resto, qui dans un premier temps nie en bloc toute accusation, finit par laisser entendre que l'initiative était celle de son entraîneur Panama Lewis (en), qui retire le rembourrage des gants de Resto et applique du plâtre dans ses bandages, ce qui revient à quasiment combattre à mains nues. Collins, favori des pronostics et jusqu'alors invaincu, tient dix rounds et perd le combat aux points par une « décision unanime ». La supercherie n'est découverte qu'après le combat par le père de Collins, car lorsqu'il serre la main de Luis Resto à la fin du match, il comprend instantanément qu'il y a un problème avec ses gants. Le combat sera donc modifié en « sans décision ».
Collins perd par la suite l'usage d'un œil en raison d'une lésion de la rétine, devient alcoolique et trouve la mort quelques mois plus tard dans un accident de la route dont la famille pense qu'il s'agit d'un suicide. Resto et Lewis seront reconnus coupables et bannis à vie de la boxe puis finalement sanctionnés d'une légère peine de prison pour leurs actes. La carrière de Resto prit fin immédiatement mais Lewis resta officieusement dans le monde de la boxe.